# 对斑蛙鳚
对斑蛙鳚（学名：Istiblennius bilitonensis）为鳚科蛙鳚属的鱼类。分布于台湾岛等。该物种的模式产地在印度尼西亚Belitung岛。